# Промышленновский
Промышленновский — микрорайон в городе Кемерово Кемеровской области России. Входит в состав Рудничного района г. Кемерово. Относится к территориальному управлению «жилой район Кедровка, Промышленновский». Глава ТУ — Щегербаева, Светлана Александровна.
Микрорайон расположен в 6 км к югу от железнодорожной станции Латыши (на линии Кемерово — Анжерская).

## История
Промышленновский получил статус посёлка городского типа в 1956 году. В нём велась добыча угля.
В 2004 году пгт вошёл в черту города Кемерово. В 2004 году было организовано местное территориальное управление «жилой район Кедровка, Промышленновский».

## Население
| 1959 | 1970 | 1979 | 1989 | 2002 |
| ---- | ---- | ---- | ---- | ---- |
| 7159 | 6185 | 5365 | 5114 | 6308 |

## Транспорт
До жилого района Промышленновский можно добраться на общественном транспорте:
- № 182Э: д/п ж/д Вокзал — ж/р Промышленновский
- № 194: ж/р Кедровка — ж/р Промышленновский